# Hartmut Reich
Hartmut Reich (ur. 5 lipca 1956 w Apoldzie) – wschodnioniemiecki zapaśnik walczący w stylu wolnym. Olimpijczyk z Moskwy 1980, gdzie zajął ósme miejsce w kategorii 52 kg.
Mistrz świata w 1982; drugi w 1978 i 1981; trzeci w 1977 i 1979; czwarty w 1983 i 1986. Zdobył cztery medale na mistrzostwach Europy w latach 1976 - 1981 roku.
Mistrz NRD w 1973, 1976, 1980, 1981, 1984 i 1988; drugi w 1974, 1977, 1979 i 1985 roku.